# Grobladssläktet
Grobladssläktet eller kämpar (Plantago) är ett släkte i familjen grobladsväxter.
Släktet har omkring 250 arter. I Sverige förekommer regelbundet åtta arter, bland annat groblad (P. major), rödkämpar (P. media) och svartkämpar (P. lanceolata).
Fröna från flera arter är milt laxerande och kallas psyllium i handeln.

## Bildgalleri

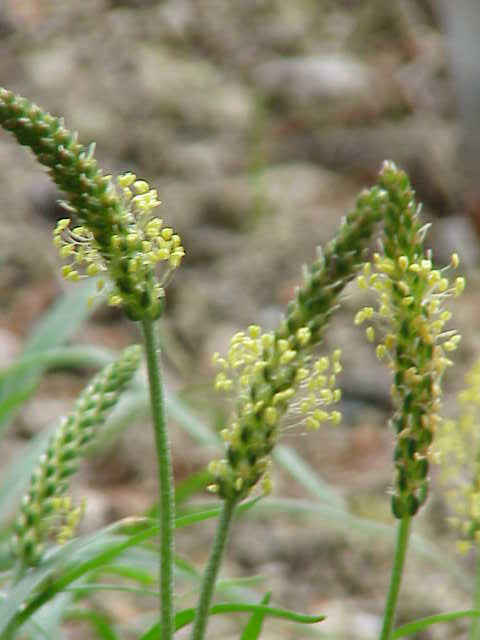
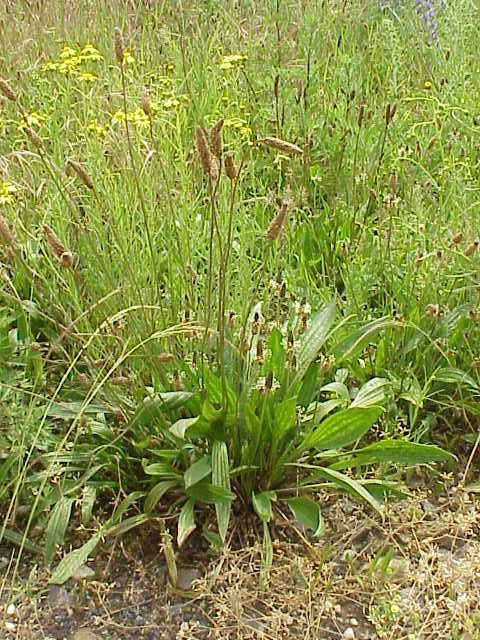
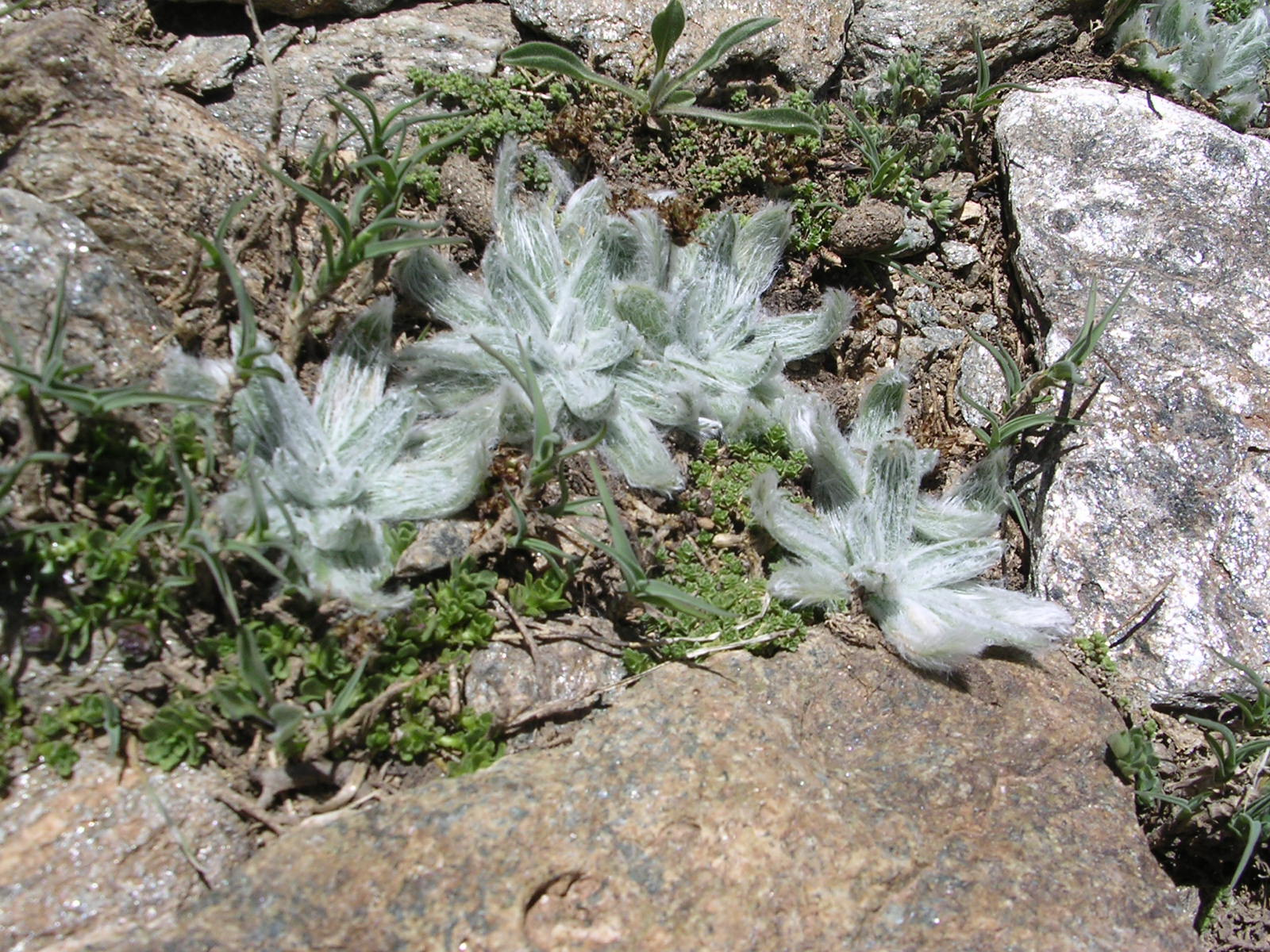
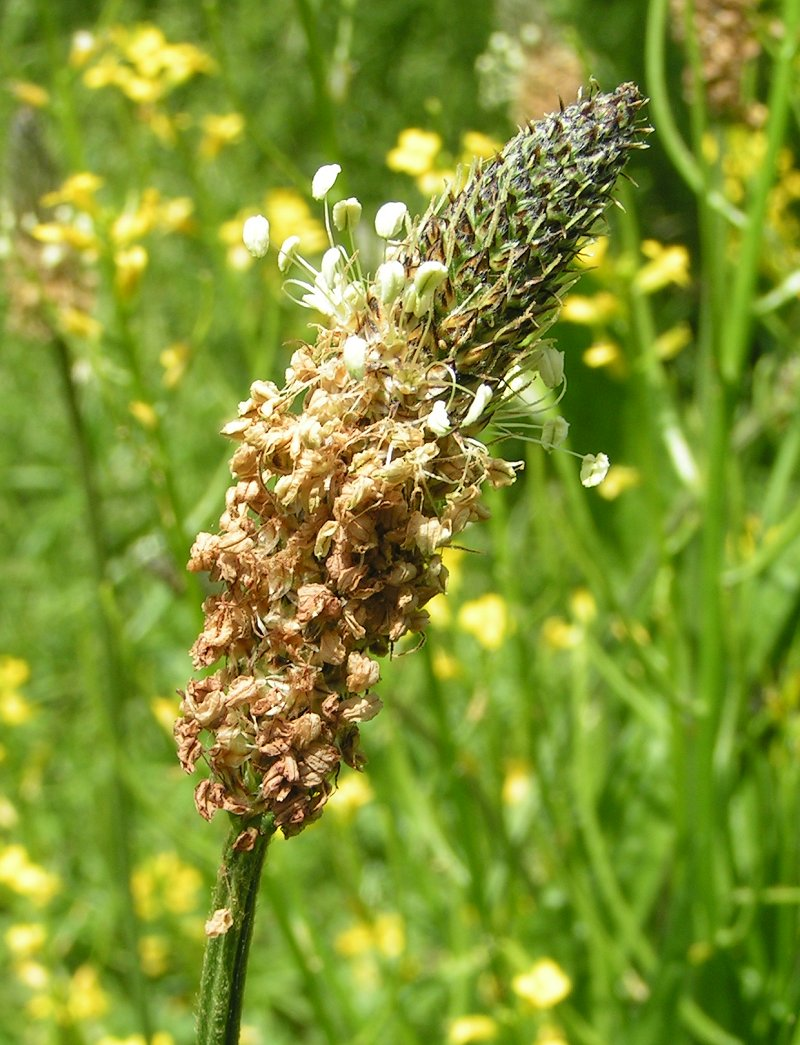
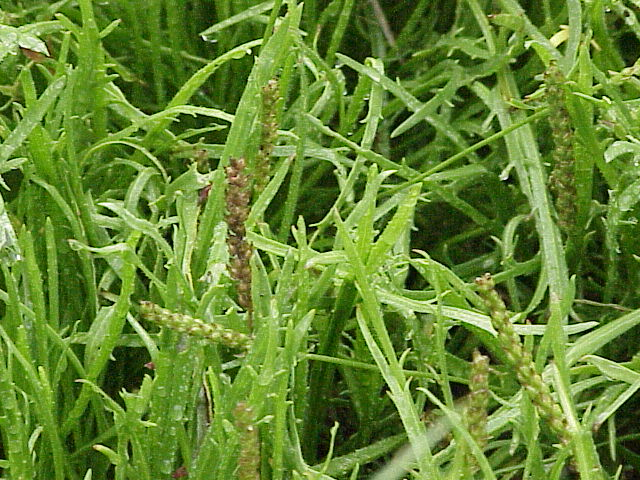
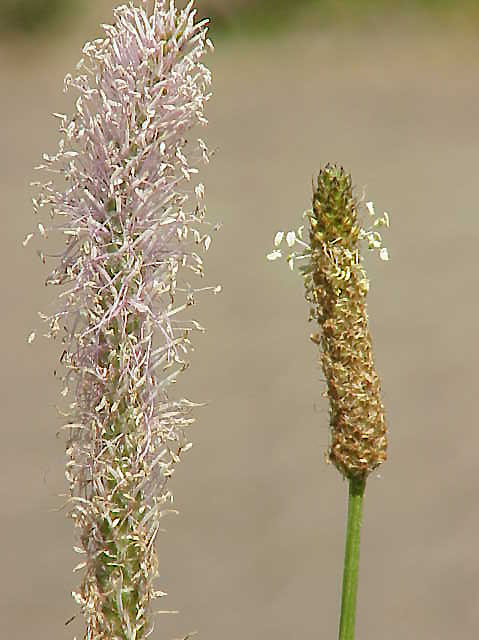

## Dottertaxa till grobladssläktet, i alfabetisk ordning[1]
- Plantago afra
- Plantago africana
- Plantago aitchisonii
- Plantago akkensis
- Plantago alata
- Plantago albicans
- Plantago algarbiensis
- Plantago alismatifolia
- Plantago almogravensis
- Plantago alopecurus
- Plantago alpestris
- Plantago alpina
- Plantago altissima
- Plantago americana
- Plantago amplexicaulis
- Plantago anatolica
- Plantago annua
- Plantago antarctica
- Plantago arachnoidea
- Plantago araucana
- Plantago arborescens
- Plantago arenaria
- Plantago argentea
- Plantago argentina
- Plantago argyrea
- Plantago aristata
- Plantago asiatica
- Plantago asperrima
- Plantago asphodeloides
- Plantago asplundii
- Plantago atlantica
- Plantago atrata
- Plantago aucklandica
- Plantago aundensis
- Plantago australis
- Plantago baltistanica
- Plantago barbata
- Plantago bellardii
- Plantago bellidioides
- Plantago benisnassenii
- Plantago berroi
- Plantago bigelovii
- Plantago bismarckii
- Plantago boissieri
- Plantago brasiliensis
- Plantago buchtienii
- Plantago caffra
- Plantago camtschatica
- Plantago canescens
- Plantago caricina
- Plantago catharinea
- Plantago cavaleriei
- Plantago chamaepsyllium
- Plantago ciliata
- Plantago cladarophylla
- Plantago commersoniana
- Plantago cordata
- Plantago cornuti
- Plantago coronopus
- Plantago correae
- Plantago crassifolia
- Plantago cretica
- Plantago crypsoides
- Plantago cunninghamii
- Plantago cupanii
- Plantago cylindrica
- Plantago cyrenaica
- Plantago daltonii
- Plantago dardanae
- Plantago debilis
- Plantago densa
- Plantago depauperata
- Plantago depressa
- Plantago dielsiana
- Plantago discolor
- Plantago drummondii
- Plantago elongata
- Plantago erecta
- Plantago eriopoda
- Plantago euana
- Plantago euphratica
- Plantago euryphylla
- Plantago evacina
- Plantago exigua
- Plantago exilis
- Plantago famarae
- Plantago fengdouensis
- Plantago fernandezia
- Plantago firma
- Plantago fischeri
- Plantago floccosa
- Plantago galapagensis
- Plantago gaudichaudii
- Plantago gentianoides
- Plantago glabrata
- Plantago glacialis
- Plantago goudotiana
- Plantago grandiflora
- Plantago guilleminiana
- Plantago gunnii
- Plantago hakusanensis
- Plantago hawaiensis
- Plantago hedleyi
- Plantago helleri
- Plantago heterophylla
- Plantago hillii
- Plantago himalaica
- Plantago hispida
- Plantago hispidula
- Plantago holosteum
- Plantago hookeriana
- Plantago johnstonii
- Plantago jujuyensis
- Plantago jurtzevii
- Plantago komarovii
- Plantago krascheninnikovii
- Plantago lachnantha
- Plantago lacustris
- Plantago lagocephala
- Plantago lagopus
- Plantago lamprophylla
- Plantago lanceolata
- Plantago lanigera
- Plantago leiopetala
- Plantago leucophylla
- Plantago libyca
- Plantago limensis
- Plantago linearis
- Plantago litorea
- Plantago loeflingii
- Plantago longissima
- Plantago loureiroi
- Plantago lundborgii
- Plantago lusitanica
- Plantago macrocarpa
- Plantago macrorhiza
- Plantago major
- Plantago malato-belizii
- Plantago maris-mortui
- Plantago maritima
- Plantago mauritanica
- Plantago maxima
- Plantago media
- Plantago minuta
- Plantago monosperma
- Plantago montisdicksonii
- Plantago moorei
- Plantago muelleri
- Plantago multiceps
- Plantago multiscapa
- Plantago myosurus
- Plantago nivalis
- Plantago nivea
- Plantago notata
- Plantago novae-zelandiae
- Plantago nubicola
- Plantago obconica
- Plantago orbignyana
- Plantago orzuiensis
- Plantago ovata
- Plantago pachyneura
- Plantago pachyphylla
- Plantago palmata
- Plantago palustris
- Plantago papuana
- Plantago paradoxa
- Plantago patagonica
- Plantago peloritana
- Plantago penantha
- Plantago pentasperma
- Plantago perssonii
- Plantago phaeostoma
- Plantago picta
- Plantago podlechii
- Plantago polita
- Plantago polysperma
- Plantago popovii
- Plantago princeps
- Plantago psammophila
- Plantago pulvinata
- Plantago pusilla
- Plantago pyrophila
- Plantago rancaguae
- Plantago raoulii
- Plantago rapensis
- Plantago remota
- Plantago reniformis
- Plantago rhizoxylon
- Plantago rhodosperma
- Plantago rigida
- Plantago robusta
- Plantago rugelii
- Plantago rupicola
- Plantago sabulosa
- Plantago sarcophylla
- Plantago schwarzenbergiana
- Plantago sempervirens
- Plantago sempervivoides
- Plantago sericea
- Plantago serraria
- Plantago sharifii
- Plantago sinaica
- Plantago sparsiflora
- Plantago spathulata
- Plantago squarrosa
- Plantago stauntonii
- Plantago stenophylla
- Plantago stocksii
- Plantago subnuda
- Plantago subulata
- Plantago tacnensis
- Plantago tanalensis
- Plantago tandilensis
- Plantago taquetii
- Plantago tasmanica
- Plantago tehuelcha
- Plantago tenuiflora
- Plantago tolucensis
- Plantago tomentosa
- Plantago triandra
- Plantago triantha
- Plantago trichophora
- Plantago trinitatis
- Plantago truncata
- Plantago tubulosa
- Plantago tunetana
- Plantago turficola
- Plantago turrifera
- Plantago tweedyi
- Plantago udicola
- Plantago uliginosa
- Plantago unibracteata
- Plantago uniflora
- Plantago uniglumis
- Plantago varia
- Plantago webbii
- Plantago weddelliana
- Plantago weldenii
- Plantago ventanensis
- Plantago venturii
- Plantago virginica
- Plantago wrightiana